# The Weird and Wonderful Marmozets
The Weird and Wonderful Marmozets è l'album di debutto del gruppo musicale britannico Marmozets, pubblicato il 29 settembre 2014 dalla Roadrunner Records.
L'album ha ricevuto il premio come Miglior album durante i Kerrang! Awards 2015.

## Tracce
Testi e musiche di Marmozets.
1. Born Young and Free – 3:17
2. Why Do You Hate Me? – 3:11
3. Captivate You – 4:00
4. Is It Horrible? – 3:44
5. Cover Up – 3:00
6. Particle – 3:37
7. Cry – 4:33
8. Weird and Wonderful – 2:58
9. Vibetech – 3:06
10. Love You Good – 2:55
11. Hit the Wave – 3:36
12. Move, Shake, Hide – 3:27
13. Back to You – 4:09

## Formazione
- Becca Macintyre – voce
- Sam Macintyre – chitarra, cori
- Jack Bottomley – chitarra
- Will Bottomley – basso, cori
- Josh Macintyre – batteria

## Classifiche
| Classifica (2014)          | Posizione massima |
| -------------------------- | ----------------- |
| Regno Unito                | 28                |
| Regno Unito (rock & metal) | 3                 |
| Regno Unito (digital)      | 18                |
| Scozia                     | 28                |